# Alpenklassieker 1991
De 1ste editie van de Alpenklassieker (Frans: Classique des Alpes 1991) vond plaats op 19 mei 1991. 

## Uitslag
| rang | renner             | land                |
| ---- | ------------------ | ------------------- |
| 1    | Charly Mottet      | Frankrijk           |
| 2    | Robert Millar      | Verenigd Koninkrijk |
| 3    | Luc Leblanc        | Frankrijk           |
| 4    | Michael Carter     | Verenigde Staten    |
| 5    | Claude Criquielion | België              |
| 6    | Alfred Achermann   | Zwitserland         |
| 7    | Mauro Gianetti     | Zwitserland         |
| 8    | Laurent Dufaux     | Zwitserland         |
| 9    | Harry Lodge        | Verenigd Koninkrijk |
| 10   | Johan Bruyneel     | België              |

1991 · 1992 · 1993 · 1994 · 1995 · 1996 · 1997 · 1998 · 1999 · 2000 · 2001 · 2002 · 2003 · 2004